# Cunonia austrocaledonica
Cunonia austrocaledonica là một loài thực vật có hoa trong họ Cunoniaceae. Loài này được Brongn. ex Guillaumin mô tả khoa học đầu tiên năm 1941.